# Collyer (Kansas)
Collyer é uma cidade localizada no estado americano de Kansas, no Condado de Trego.

## Demografia
Segundo o censo americano de 2000, a sua população era de 133 habitantes.
Em 2006, foi estimada uma população de 123, um decréscimo de 10 (-7.5%).

## Geografia
De acordo com o United States Census Bureau tem uma área de
0,6 km², dos quais 0,6 km² cobertos por terra e 0,0 km² cobertos por água.

## Localidades na vizinhança
O diagrama seguinte representa as localidades num raio de 36 km ao redor de Collyer.